# Bus (électricité)
Pour les articles homonymes, voir Bus et Bus électrique.
En électronique et en électrotechnique, un bus est un ensemble de conducteurs qui, contrairement à une liaison « de point à point », peut relier plus de deux appareils ou dispositifs. Cette définition implique qu'il s'agisse de liaisons non bouclées.
En informatique, le terme « bus » s'emploie pour tout type de liaison partagée par des dispositifs dont les caractéristiques et le nombre ne sont pas fixés à l'avance.

## Usage
Des « bus » se trouvent dans différents domaines avec différentes fonctions, par ordre chronologique de leur introduction :
En électrotechniqueune barre-bus (on dit aussi un bus-barre, par influence de l'anglais bus-bar) est un composant en métal massif, percé de trous où l'on peut visser des connecteurs, destiné à la distribution de puissance vers plusieurs composants électroniques (voir aussi l'article jeu de barres).
En téléphonie
- la « ligne omnibus » est une ligne laissée volontairement vacante afin que les techniciens puissent l'utiliser depuis n'importe quel point, avec des postes fixes ou un poste portable.
- La distribution et la collecte des signaux dans un commutateur téléphonique analogique se fait sur bus.

En électronique
- les bus d'alimentation, distribuent des tensions d'alimentation à tous les composants par des pistes de circuit imprimé ou de fond de panier dans les systèmes modulaires.
- Le « bus de fond de panier » est l'ensemble de conducteurs au fond d'un boîtier, qui relie en parallèle des connecteurs où viennent s'enficher des cartes de circuit imprimé.
- Les bus de mélange qu'on trouve entre autres dans les consoles de mixage audio et mélangeurs vidéo effectuent le mélange des signaux. Un bus de mélange peut être symétrique ou asymétrique. Les dispositifs source ont des sorties en courant (idéalement, impédance de sortie infinie), tandis que le dispositif sommateur a une entrée en courant (idéalement, impédance d'entrée nulle), de sorte que le courant qui parcourt le bus à l'entrée du sommateur soit égal à la somme des courants de sortie des sources, quelles que puissent être leurs valeurs.
- Dans une grille de commutation (en), fréquemment employée en radiodiffusion et télévision, des bus de distribution acheminent les signaux entrants aux commutateurs. Si la grille peut affecter une source à plusieurs destinations à la fois, les sorties se font par des bus similaires à des bus de mélange. Les commutateurs sont des amplificateurs tampon qui possèdent une entrée de commande similaire à un tampon trois états de circuit logique. Les entrées et sorties peuvent être en courant comme sur un bus de mélange, une seule sortie débitant à la fois ; plus souvent, sorties et entrée se font en tension. Dans ce cas, la sortie de commutateur active a une impédance idéalement nulle, tandis les autres sont bloquées en impédance idéalement infinie, comme l'entrée de l'amplificateur tampon de sortie. En vidéo, on veille à ce que le temps de transit soit égal, à environ une demi nanoseconde près, pour tous les parcours, ce qui oblige les circuits à avoir la même longueur.
- Dans les circuits de mémoire matricielle destinés à l'informatique, quatre bus, deux de ligne et deux de colonne, donnent accès à la donnée et contrôlent chaque cellule de un bit de mémoire.

En informatiqueen plus des bus d'alimentation, on trouve des bus d'adresse qui permettent la sélection des composants qui communiquent sur les bus de données tandis que les bus de contrôle qui leur sont associés déterminent le sens de la transaction ; on trouve encore des bus d'interruption qui permettent à des composants matériels de demander au système la suspension du programme en cours et l'exécution d'une partie de programme qui les concerne. Des systèmes synchrones simples distribuent le signal d'horloge par des bus. Des bus PCI relient le processeur aux cartes annexes, comme les cartes de processeur graphiques. Les bus ATA permettent la communication entre cartes mère et disques dur. Le terme bus a pris dans ce domaine un sens plus général, qui inclut des circuits actifs et des dispositifs complexes.
En automatismeLes bus de terrain sont des dispositifs de communication entre appareils, généralement plus limités dans la quantité et la diversité d'informations transmises que les bus informatiques. Ils acheminent, par exemple, les mesures de capteurs, ou bien les commandes d'actionneurs. On les remplace, de plus en plus, par des réseaux utilisant une architecture standard.
En domotiqueet dans d'autres applications, les informations de contrôle circulent sur un bus I2C.

## Contrainte de longueur
Un bus doit être en général d'une longueur largement inférieure à la demi-longueur d'onde des signaux de la plus haute fréquence qui y circulent.
Si la longueur d'une ligne de transmission atteint une fraction significative de la longueur d'onde des signaux, en effet, il faut qu'elle soit terminée, à chaque extrémité, par une impédance égale à son impédance caractéristique, faute de quoi, le signal se réfléchit sur les extrémités, provoquant des erreurs et des surcharges.
On parle de « ligne bouclée », parce que les conducteurs doivent toujours former une boucle refermée par une charge. Si en fin de ligne il n'y a pas d'appareil, on met un connecteur contenant une charge équivalente appelé « bouchon ».
Cette disposition est incompatible avec un bus. Si, en effet, on peut placer sur un point intermédiaire d'une ligne un récepteur sans perturber la transmission (pourvu que son impédance d'entrée soit largement supérieure à celle de la ligne), on ne peut y insérer un transmetteur (dont l'impédance de sortie est nécessairement basse).
Cette contrainte est sensible pour les bus informatiques, où la bande passante peut atteindre plusieurs centaines de MHz, avec une longueur d'onde, dans le vide, de moins de 1 m, et, dans un conducteur, d'entre la moitié et les deux tiers de cette longueur.

## Extension du sens de «bus» dans l'informatique
Dans l'informatique, la question de construire des systèmes de communications entre des composants de caractéristiques variées, en nombre indéterminé à l'avance se pose fréquemment. Le système le plus simple est un bus ; c'est celui qui existe par exemple pour acheminer l'information de la mémoire vive au microprocesseur. Pour les électroniciens, un bus est une « artère d'interconnexion formée d'un groupe de conducteurs assurant le transfert parallèle des informations entre les organes de l'unité centrale complète d'un ordinateur ». Pour les téléphonistes, un bus est une ligne appartenant à tous, c'est-à-dire que des opérateurs arbitraires peuvent utiliser tour à tour. Pour les informaticiens, un bus peut être l'un ou l'autre.
Si la transmission est synchrone, le délai entre l'instant où un composant émet une requête et celui où il doit recevoir la réponse sur les lignes fixe la longueur maximale du conducteur aller et retour.
Dans une transmission synchrone à 133 MHz, l'ensemble des opérations de transfert doit avoir lieu dans les 7,5 ns de la période d'horloge. Les opérations internes des circuits, déterminant l'adresse et récupérant la donnée, utilisent une partie appréciable du temps ; même en les négligeant, afin d'obtenir une limite de longueur absolue, celle-ci est le produit de la vitesse de propagation, 2 × 108 m s−1 dans un circuit imprimé ou un câble, par le temps de transport. 2 × 108×7,5 × 10−9=1,5 m aller-retour.
En réalité, les temps de commutation des composants, le temps de montée de la ligne qui est d'autant plus long qu'elle relie de nombreuses entrées, les réflexions sur les extrémités non bouclées d'un bus, l'interférence entre lignes parallèles changeant d'état au même instant, réduisent considérablement la longueur utilisable.
Lorsque les cadences de transmission augmentent, la limite de longueur pour un bus devient fort courte. Quand il s'agit de la communication entre un ordinateur et un périphérique, plutôt que d'être contraint de réduire soit la distance, soit la cadence de transmission, on utilise des lignes de transmission point à point, munies d'une interface électronique comprenant les nécessaires bouclages d'impédance, et d'une interface logicielle, de telle sorte que cet ensemble, bien plus complexe qu'un bus tel que défini en électronique, se comporte de la même façon, pour celui qui ne se préoccupe pas de son fonctionnement interne, c'est-à-dire qu'on peut, en respectant des règles simples, ajouter ou retirer des composants.
On appelle couramment « bus » les liaisons SATA, SCSI, USB, IEEE 1394 qui permettent la communication entre éléments de l'ordinateur ou entre ordinateur et périphériques et parfois directement entre périphériques.

## Définition légale en France
En France, le terme « bus » fait l'objet d'une définition par la Commission générale de terminologie et de néologie :
« 
Dispositif non bouclé reliant plusieurs composants, sous-ensembles ou matériels pour permettre entre eux l'apport d'énergie et la circulation d'informations.
Note : « bus » est l'abréviation de « omnibus » pour désigner un équipement qui remplit une même fonction pour plusieurs composants.
Équivalent étranger : bus.
 »
Cette définition plus restrictive que la celle généralement utilisée en informatique s'applique aux termes des marchés publics.

### Étymologie
Le terme bus Vient de « ligne omnibus » (omnibus) signifiant « à tous » en latin.